# Marie Antoinette (2006)
Marie Antoinette is een biografisch-historische film uit 2006 geschreven en geregisseerd door Sofia Coppola. Het verhaal is gebaseerd op dat uit de biografie Marie Antoinette - The Journey van Antonia Fraser, over Marie Antoinette van Oostenrijk. De film won de Academy Award voor beste kostuums en de Prix de l'Éducation nationale van het Filmfestival van Cannes 2006.

## Verhaal
Op haar veertiende verjaardag wordt aartshertogin Antoinette door haar moeder Keizerin Maria-Theresia uitgehuwelijkt aan de dauphin van Frankrijk. Na een lange reis vanuit Oostenrijk komt Antoinette aan in Frankrijk, waar ze formeel kennis maakt met haar toekomstige nieuwe land, haar echtgenoot, schoongrootvader, enkele leden van het hof en arrogante prinsessen van de koninklijke familie. Nadat haar uiterlijk een transformatie heeft ondergaan, wordt ze naar Versailles gebracht. Daar wordt haar huwelijk voltrokken. Ondanks het feit dat Antoinette alles goed probeert te doen, is haar nieuwe man een ietwat verlegen en stil persoon. Daarnaast krijgt ze ook nog eens problemen met de maîtresse van haar schoongrootvader Madame du Barry en twee tantes van haar man. Desondanks maakt de prinses ook enkele nieuwe vrienden aan het hof, zoals haar schoonzus Elisabeth, die al snel haar favoriet wordt. Ondanks haar populariteit gaat het haar gearrangeerd huwelijk minder goed af. Terwijl haar schoonzussen kinderen krijgen, gebeurt er tussen Antoinette en haar man maar weinig.
Hierdoor bekritiseert het hof de kroonprinses en Antoinette moet deze kritiek ondergaan. Nadat haar schoongrootvader overlijdt, bestijgen haar man en zij de Franse troon. Daarnaast bevalt Marie eindelijk van haar eerste kind, een dochter. Een tijd daarna bevalt Marie opnieuw, ditmaal van een jongen, de dauphin. Na de tweede geboorte komt er nog een derde kind, dat dauphin wordt als de oudste zoon overlijdt.Na een lange tijd gewaardeerd te zijn geweest door haar hof, wordt Marie nu duidelijk genegeerd, terwijl de Revolutie dichterbij komt. Wanneer deze bijna Versailles heeft bereikt, geeft de koning bevel tot het vertrek van alle prinsen en prinsessen. Daardoor verliest Marie de laatste vrienden die ze nog had. Ze blijft wel in Versailles achter, samen met haar man en kinderen, tot de aanval op het kasteel door de menigte. Deze arresteert de koninklijke familie, en brengt ze over naar Parijs.

## Productie
De film werd grotendeels opgenomen in het Kasteel van Versailles. De muziek die in de film werd gebruikt is deels anachronistisch aan het tijdperk waarin het verhaal zich afspeelt, er worden nummers gebruikt van onder meer The Cure, Siouxsie and the Banshees, The Strokes, Aphex Twin, Bow Wow Wow en Adam Ant. Ook wordt er barokmuziek gebruikt van onder meer Vivaldi.

## Rolverdeling
| - Kirsten Dunst: Marie Antoinette - Jason Schwartzman: Lodewijk XVI - Judy Davis: Gravin van Noailles - Rip Torn: Lodewijk XV - Rose Byrne: hertogin van Polignac - Asia Argento: madame du Barry - Molly Shannon: tante Victoire - Shirley Henderson: tante Sophie - Danny Huston: keizer Jozef II - Marianne Faithfull: Maria Theresia - Mary Nighy: prinses de Lamballe - Sebastian Armesto: graaf van Provence - Jamie Dornan: Graaf Fersen - Aurore Clément: hertogin van Chartres - Guillaume Gallienne: graaf van Vergennes | - James Lance: Léonard - Al Weaver: Graaf van Artesië - Tom Hardy: Raumont - Steve Coogan: ambassadeur Mercy - André Oumansky: Kardinaal de la Roche-Aymon - Natasha Fraser-Cavassoni: gravin van Cavazzoni - Jean-Paul Scarpitta: baron Scarpitta - Clémentine Poidatz: gravin van Provence - Paul Fortune: hertog Fortune - Aleksia Landeau: gravin de la Londe - Joe Sheridan: Catty Courtier - Sarah Adler: gravin van Artesië - Jean-Marc Stehlé: dr. Lassonne - Paul Jasmin: baron Jasmin - Chloé Van Barthold: Elisabeth |